# Acido fulgidico
L'acido fulgidico è un acido grasso a catena lineare con 18 atomi di carbonio, due doppi legami in posizione 10=11 e 15=16 e con tre gruppi ossidrilici in posizione 9, 12 e 13. È un epimero C12 dell'acido malingico.
Fu isolato per la prima volta nel 1985 da Werner Herz e Palaniappan Kulanthaivel dalla pianta Rudbeckia fulgida. Il nome comune di acido fulgidico deriva dal nome della specie. Inoltre è stato isolato da rizomi della  Serrana rodona e Cyperus rotundus, utilizzati nella medicina tradizionale cinese per il trattamento di varie malattie e dalle radici di Codonopsis pilosula.  È stato dimostrato che ha proprietà anti-infiammatorie.
L'acido fulgidico si trova anche nel riso affetto da brusone, patologia causata dall'ascomicete Magnaporthe grisea ed è stato identificato anche come uno ( tipo F ) degli acidi grassi del Corchorus olitorius.